# Efecte foehn

Efecte Föhn. L'orografia obliga la massa d'aire a ascendir, condensant el vapor d'aigua i donant lloc a pluges. A sotavent l'aire, ja sec, descendeix ràpidament augmentant la pressió atmosfèrica i la temperatura.

L'efecte föhn o foehn (de l'alemany Föhn) és un fenomen meteorològic que es produeix quan una massa d'aire calent i humit es veu obligada a ascendir per a superar una barrera muntanyosa, experimentant canvis en les seues propietats físiques que ocasionen un vent càlid i sec a sotavent de la serralada. Este fenomen provoca un augment considerable de la temperatura i una disminució de la humitat relativa en les zones situades a la banda de sotavent.
El terme «foehn» s'empra internacionalment, encara que en algunes regions rep noms com «fogony», «traganeu» o «vent d'Espanya» segons la zona geogràfica. El föhn va ser descrit i estudiat científicament per primera vegada a la regió del Tirol, als Alps, d'on prové el seu nom.

## Fonament físic
Per entendre el fonament físic cal conèixer, comprendre i aplicar la funció matemàtica que descriu la llei dels gasos ideals. En trobar un obstacle muntanyenc, els vents (l'aire) són obligats a ascendir pel vessant de sobrevent. Aquest ascens va acompanyat d'una davallada de la pressió atmosfèrica i això provoca la condensació de la humitat continguda en l'aire. En conseqüència, formen núvols o boires que produeixen precipitacions, que els fan perdre la humitat a la vegada que la condensació del vapor d'aigua allibera calor.
En baixar pel vessant oposat són escalfats considerablement, ja que en tornar a augmentar la pressió atmosfèrica recuperen la calor perduda en l'expansió i es comporten com a vents secs i càlids. Si a més, són vents procedents del sud, com passa als Alps, l'efecte és encara més pronunciat. L'efecte foehn pot pujar les temperatures fins a 14 °C.

## Causes
Hi ha quatre causes conegudes de l'efecte d'escalfament i assecat foehn. Aquests mecanismes sovint actuen conjuntament, amb les seves aportacions variant en funció de la mida i la forma de la barrera de la muntanya i de les condicions meteorològiques, com la velocitat del vent amunt, la temperatura i la humitat.
Les quatre causes són: 
1. Condensació i precipitació: L'aire que puja a gran alçada s'expandeix i es refreda a causa de la disminució de la pressió amb l'alçada. A més, l'aire fred reté menys vapor d'aigua i la humitat es condensa, formant núvols i acumulant-se als vessants de les muntanyes com a pluja o neu. La transició del vapor a l'aigua líquida va acompanyada d'escalfament, i la pèrdua d'humitat per precipitació provoca un augment irreversible de la calor, creant condicions càlides i seques als vessants de les muntanyes.[8]
2. La baixada d'aire des de nivells alts: Quan els vents que s'acosten a un obstacle no són prou forts per impulsar l'aire per sobre d'una barrera de muntanya a sota, es diu que l'aire està "bloquejat" per la muntanya i només l'aire més alt prop del cim de la muntanya pot arribar-hi. A mesura que l'aire baixa (sense font de calor) s'escalfa per l'efecte aïllant del descens, i com més baixa, més calent es fa. Aquesta zona de sortida alta fa que l'aire de la zona de l'espatlla es torni més càlid i sec després de ser comprimit pel corrent descendent a causa de l'augment de la pressió superficial.[8]
3. Barreja turbulenta: Quan l'aigua del riu flueix sobre les roques, crea turbulències en forma de ràpids, i l'aigua blanca reflecteix la barreja turbulenta d'aigua i aire a sobre. Així mateix, quan l'aire passa per sobre d'una muntanya, es produeixen turbulències i l'atmosfera es barreja verticalment. Aquesta barreja generalment fa que el flux d'aire sobre les muntanyes s'escalfi cap avall i s'humitegi cap amunt, produint vents càlids i secs a les valls baixes.[8]
4. Escalfament radiatiu: A les zones muntanyoses on predomina el temps obert i assolellat, es formen ombres de pluja a causa de les condicions de sequera. Això sovint es tradueix en una calor més radiant (calor solar) a causa del moviment d'aire diürn a les zones muntanyoses (cotes i pendents). Aquest tipus de calor és especialment important a les zones fredes on la fusió de la neu o el gel és un problema o les allaus són una amenaça.[8]

## Efectes
Sota els efectes d'un vent de tipus foehn augmenten molt la temperatura i l'evaporació, mentre que disminueix la humitat. Acostuma a produir incendis i la fosa de la neu, i afecta profundament els éssers vius, sobretot les plantes.
En àrees nevades, aquests vents són coneguts com a «menjadors de neu» o «traganeus» per la gran capacitat que tenen de fondre o sublimar ràpidament la neu acumulada. Aquesta propietat no prové només per les altes temperatures que caracteritzen aquests vents, sinó també de la baixa humitat relativa, després d'haver perdut la major part del vapor d'aigua per la precipitació orogràfica en el vessant de contravent de la muntanya.
El vent de foehn causa danys a la propietat i la infraestructura de la muntanya amb regularitat, i representen un greu perill per a les persones. Per exemple a la cara nord d'Eiger, on els escaladors han de vigilar molt.
Aquest vent no és exclusiu de les regions que exemplificarem posteriorment, sinó que a gairebé totes les contrades muntanyenques del món bufa un dia o altre.
Així mateix els Föhn propicien una ràpida propagació dels incendis a causa de la combinació d'aire càlid i sec, i la velocitat del vent. Això va ocórrer, per exemple, el 1941 en la ciutat de Santander (Cantàbria), on un fort vent sec del sud va propagar un devastador incendi que va arrasar gran part de la capital càntabra.
També afecta a la salut, en algunes regions alpines el fenomen està relacionat amb la depressió i crea insomni, mals de cap…

## Origen del nom
El nom «foehn» (en alemany: Föhn, pronunciat [ˈføːn]) té el seu origen als Alps, on es va identificar i estudiar per primera vegada. Etimològicament, deriva del llatí (Ventus) Favonius, que designava un vent suau a l'oest personificat en la mitologia romana per Favoni. El terme probablement fou incorporat a l'alemany a través del romanx favuogn o fuogn, adoptat per l'alt alemany antic com a phōnno.
Als Alps del Sud, aquest fenomen és conegut com a «föhn» i també en altres denominacions regionals: en la seva forma arpitana (feun), italiana (favonio) i eslovena (fen). Resulta interessant assenyalar que en alemany, a causa d'un procés de marca vulgaritzada, la paraula «föhn» (originalment escrita «Fön», però pronunciada igual) s'utilitza també per a designar l'eixugador de cabells. El nom comercial Fön fou registrat per l’empresa Sanitas en 1909 i posteriorment adquirit per AEG, i s’ha convertit en el terme estàndard per a «assecador» en l’àmbit germanoparlant. Paral·lelament, la forma «phon» s’empra en algunes zones francòfones de Suïssa i del nord d’Itàlia amb el mateix significat.
La internacionalització del concepte ha fet que, actualment, el terme «foehn» s’aplique genèricament a tots els vents càlids i secs de sotavent en diverses regions muntanyoses del món, independentment del nom local que reben en cada zona.

## Casos
- A les valls alpines del Rin i del Roine hi arriba quan s'estableix un sistema d'altes pressions al nord dels Alps. Hi és freqüent a la primavera, i a l'hivern hi duu els dies de temperatures més suaus. Els vents föhn són notoris entre els alpinistes als Alps, especialment els que pugen a l'Eiger, per a qui els vents afegeixen més dificultats d'ascensió a un pic de per si difícil.
- A la península Ibèrica, aquest efecte climàtic es pot apreciar clarament a la Serralada Cantàbrica així com a la Serra de Gredos o als Pirineus. Als cims de Serra Nevada opera fortament car fa ascendir l'aire humit provinent de la vall del Guadalquivir, descarregant tota la humitat en forma de pluja i al superar aquest relleu descendeix augmentant la seva temperatura formant el desert de Tavernes a Almeria i l'altiplà granadí de Guadix, zones on les precipitacions no superen els 150 mm a l'any. Aquests vents poden donar lloc a temperatures de 30 °C en tot just qüestió d'hores.
- Al País Valencià, el vent de Ponent pateix una pujada de la temperatura (deguda a l'augment adiabàtic de la pressió) típica de l'efecte foehn, on arriba com un vent molt sec i calent, provocant fortes ones de calor durant l'estiu. A l'hivern, per contra, proporciona agradables temperatures.
- A la Serra de Tramuntana, a l'illa de Mallorca, es produeix també aquest fenomen en llocs com la vall de Sóller, Banyalbufar, ...
- A les Terres Altes d'Escòcia, Regne Unit, on el vent humit de l'oest predomina a les zones més altes al llarg de la costa oest d'Escòcia. Per això hi ha un gran contrast en les condicions meteorològiques a tot el país, mentre que a les zones de l'oest hi ha molta humitat, a les de l'est gaudeixen de la calor i la llum solar.[8]
- A Montana, Estats Units, l'any 1971 es va produir un esdeveniment, el vent chinook foehn va ser el responsable de l'oscil·lació més gran de temperatura en 24 hores registrat als Estats Units. Segons el Servei Nacional de Meteorologia dels EUA, la temperatura va passar de -48 a 9 °C, és a dir, la temperatura va augmentar uns 57 °C.[8]

## Noms atribuïts aquest vent
Rep noms locals molt diversos: 
- fogony o fagony i traganeu al Pallars i Alt Urgell[11][12]
- vent d'Espanya a la Vall d'Aran
- feun a la Vall d'Aosta i Piemont
- favonio al Tessí (cantó de Ticino) i a Itàlia
- bergwind a Àfrica del Sud, berg al sud-oest d'Àfrica
- chinook a les muntanyes Rocoses
- samun a l'Iran
- levante a la regió de Cadis, i terral a Màlaga
- abregu o surada o viento sur a Cantàbria
- solano a Castella[13]
- vent zonda a la part oriental dels Andes a les províncies de Mendoza, San Juan (Argentina)
- vent de dalt a les Terres de l'Ebre
- cerç en català occidental
- vent helm als Penins d'Anglaterra
- vent de Santa Ana a Califòrnia
- tramuntana o ponent o mestral a Catalunya, al País Valencià, les Illes Balears i a la regió de Provença